# Charles Van Doren

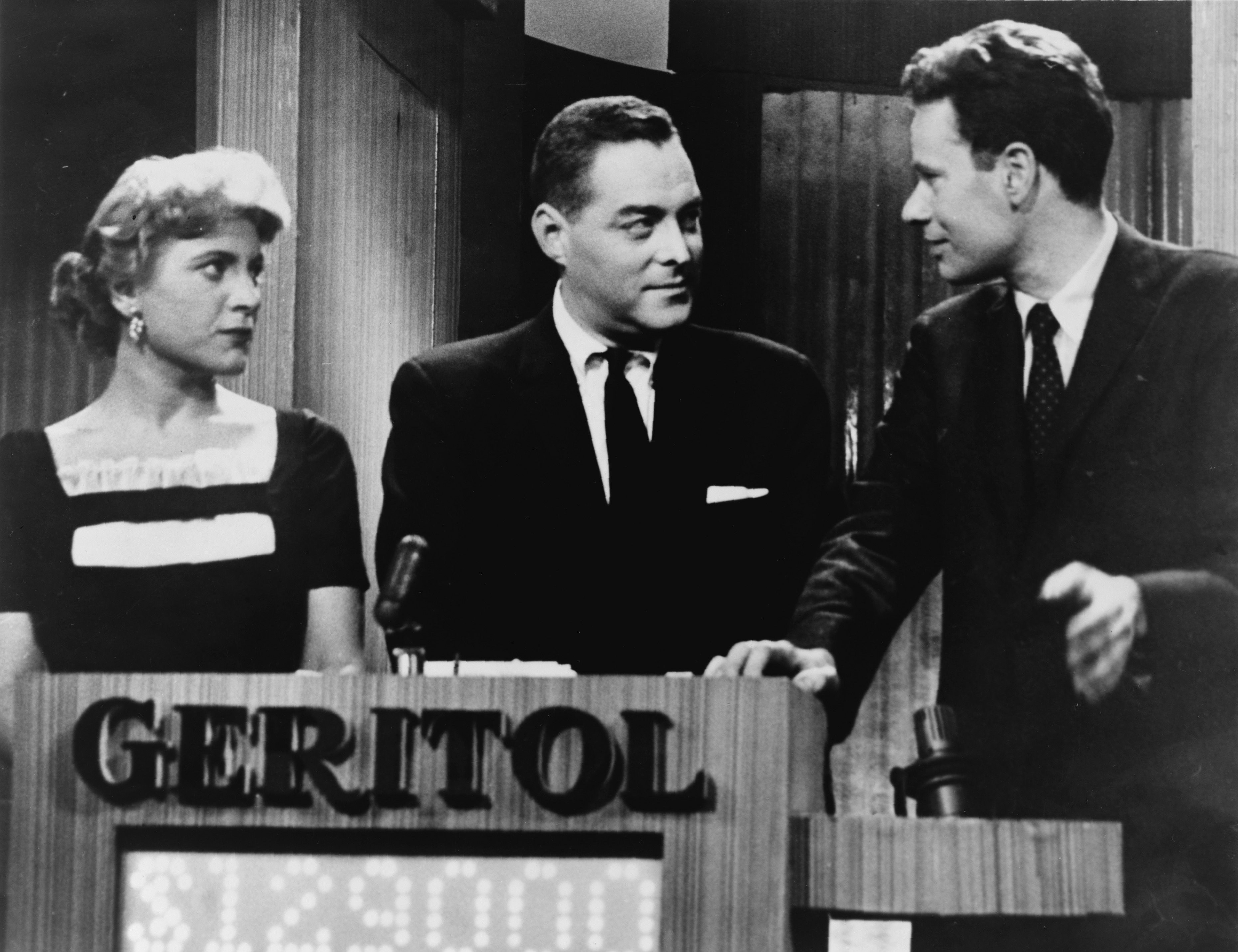
Charles Van Doren (pierwszy z prawej strony)

Charles Lincoln Van Doren (ur. 12 lutego 1926 w Nowym Jorku, zm. 9 kwietnia 2019 w Canaan) – amerykański wykładowca, pisarz i wydawca.

## Życiorys
Syn zdobywcy Nagrody Pulitzera, poety, krytyka literackiego i pisarza Marka Van Dorena i pisarki, Dorothy Van Doren. Niezwykle wszechstronnie wykształcony: zdobył bakalaureat (licencjat) z dziedziny sztuki w St. John’s College w Annapolis (stan Maryland), magisterium z astrofizyki i doktorat z anglistyki (obydwa stopnie w Columbia University).
„Bohater” skandalu, związanego z „ustawianymi” przez producentów zwycięstwami w amerykańskich teleturniejach w latach pięćdziesiątych XX wieku – wygrywał teleturnieje, do których znał z góry odpowiedzi. Ujawnienie sprawy spowodowało upadek Van Dorena, który utracił posadę profesorską w Columbia University i wydawało się, że na tym zakończy obecność w życiu publicznym. Został jednak redaktorem książkowym (Praeger Books), następnie redagował hasła w Britannice, zdobył uznanie jako dobry pisarz popularnonaukowy (początkowo publikował pod pseudonimami, potem wrócił do właściwego nazwiska). Jego najsłynniejszą książką jest wydana również po polsku Historia wiedzy. Był profesorem (tzw. adjoint professor) na University of Connecticut.
Skandal związany z Van Dorenem (w jego roli Ralph Fiennes) stał się tematem filmu Roberta Redforda Quiz Show (1994).